# Glass Onion: A Knives Out Mystery
Glass Onion: A Knives Out Mystery är en amerikansk mysteriefilm från 2022. Filmen är skriven och regisserad av Rian Johnson och producerad av Johnson och Ram Bergman. Filmen är en uppföljare till Knives Out från 2019.
Filmen hade premiär på strömningstjänsten Netflix den 23 december 2022. En uppföljare, Wake Up Dead Man: A Knives Out Mystery, beräknas släppas för streaming på Netflix under år 2025.

## Handling
Filmen handlar om den berömde detektiven Benoit Blanc som åker till Grekland med syfte att lösa ett mysterium rörande en miljardär, Miles Bron, och hans vänner.

## Rollista (i urval)[5]
- Daniel Craig – Benoit Blanc
- Edward Norton – Miles Bron
- Kate Hudson – Birdie Jay
- Kathryn Hahn – Claire Debella
- Madelyn Cline –  Whiskey
- Jessica Henwick – Peg
- Leslie Odom Jr. – Lionel Toussaint
- Ethan Hawke –
- Hugh Grant – Phillip
- Stephen Sondheim – Stephen Sondheim
- Natasha Lyonne – Natasha Lyonne
- Kareem Abdul-Jabbar – Kareem Abdul-Jabbar
- Serena Williams – Serena Williams